# Buffalo Bills 2006
La stagione 2006 dei Buffalo Bills è stata la 37ª della franchigia nella National Football League, la 47ª incluse quelle nell'American Football League. Nella prima stagione sotto la direzione del capo-allenatore Dick Jauron la squadra ebbe un record di 7 vittorie e 9 sconfitte, piazzandosi terza nella AFC East e mancando i playoff per il settimo anno consecutivo, un loro record negativo alla pari con il periodo 1967-1973.

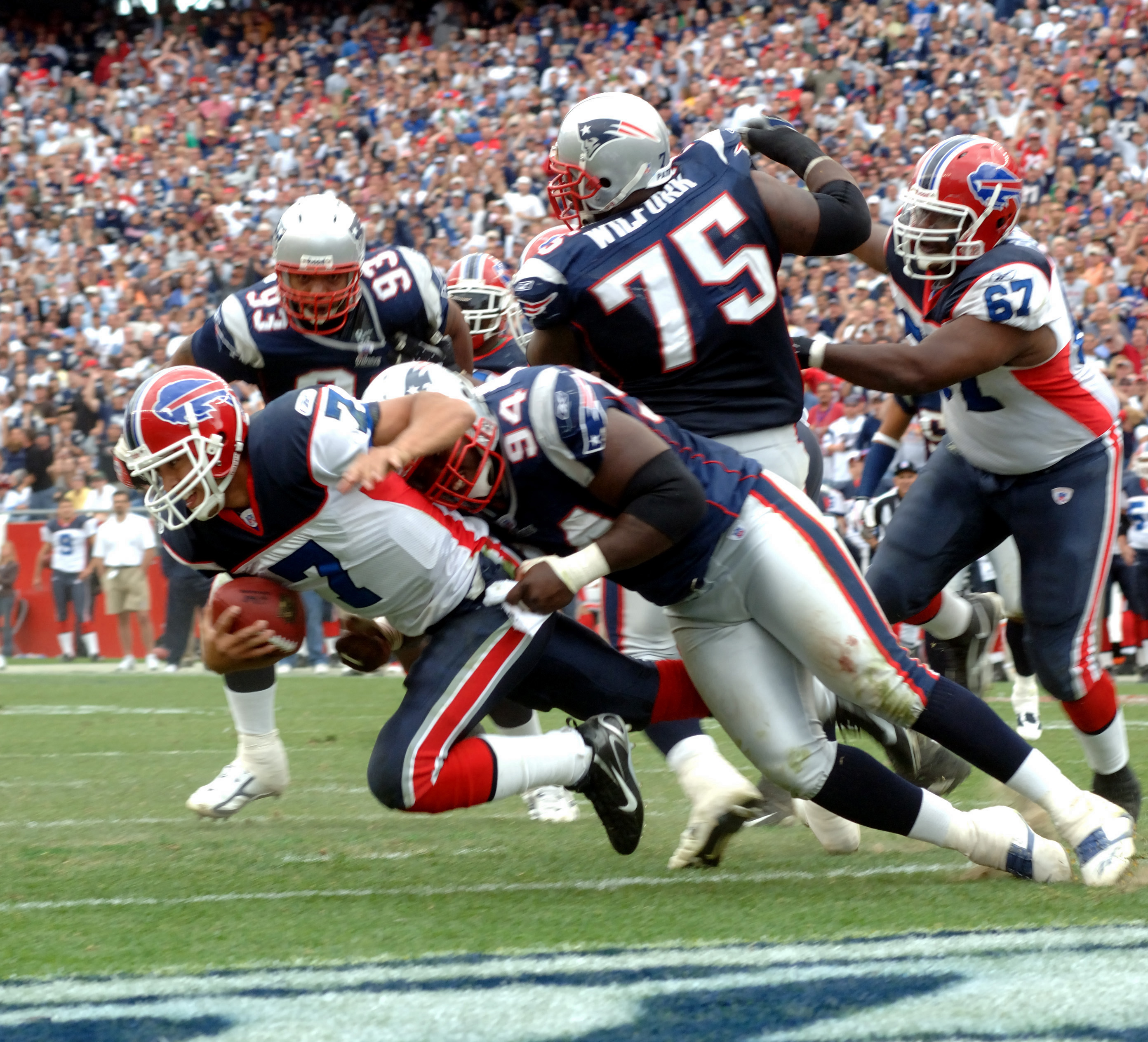
La partita contro i New England Patriots della settimana 1

## Roster
| Roster dei Buffalo Bills nel 2006 |
| --- |
| Quarterback - 7 J.P. Losman - 10 Kelly Holcomb - 16 Craig Nall Running Back - 21 Willis McGahee - 31 Daimon Shelton FB - 28 Anthony Thomas - 36 Shaud Williams Wide Receiver - 89 Sam Aiken - 18 André Davis - 83 Lee Evans - 11 Roscoe Parrish PR - 81 Peerless Price - 82 Josh Reed Tight End - 85 Kevin Everett - 87 Matt Murphy - 88 Ryan Neufeld - 84 Robert Royal - 86 Brad Cieslak Offensive Linemen - 60 Brad Butler G - 67 Melvin Fowler C - 69 Mike Gandy T - 62 Aaron Merz G - 79 Terrance Pennington T - 71 Jason Peters T - 75 Duke Preston C - 76 Tutan Reyes G - 58 Chris Villarrial G Defensive Linemen - 77 Tim Anderson DT - 92 Ryan Denney DT - 93 Anthony Hargrove DE - 90 Chris Kelsay DE - 72 Ryan Neill DE - 94 Aaron Schobel DE - 98 Larry Tripplett DT - 95 Kyle Williams DT Linebacker - 55 Angelo Crowell MLB - 56 Keith Allison OLB - 59 London Fletcher MLB - 53 Mario Haggan OLB - 51 Takeo Spikes OLB - 57 Josh Stamer OLB Defensive Back - 22 Nate Clements CB/SS - 33 Jabari Greer CB - 42 Jim Leonhard SS - 24 Terrence McGee CB/KR - 20 Donte Whitner SS - 37 George Wilson SS - 30 Ko Simpson FS - 25 Kiwaukee Thomas CB - 27 Coy Wire SS - 23 Troy Vincent FS Special Team - 9 Rian Lindell K - 8 Brian Moorman P - 46 Mike Schneck LS Lista delle riserve - 41 Matt Bowen SS (IR) - 99 Jason Jefferson DT (IR) - 97 John McCargo DT (IR) - 26 Ashton Youboty CB (IR) |
| Legenda - I rookie sono in corsivo. - Il primo ruolo è il principale mentre gli eventuali successivi indicano i ruoli secondari. - (IR) sta per Injured Reserve ed indica la lista ristretta per un solo giocatore infortunato che può tornare ad allenarsi dopo la settimana 6 e a rientrare in prima squadra dopo che questa ha giocato 8 partite. - (NF-Inj.) / (NF-Ill.) stanno rispettivamente per Non-Football Injured e Non-Football Illness ed indicano le liste dove viene inserito un giocatore che ha un infortunio o una malattia non dipendente dal football americano. - (PUP) sta per Physically Unable to Perform ed indica la lista dove viene inserito un giocatore mentre è in attesa di recuperare la condizione fisica. Nella stagione regolare dopo la sesta partita giocata dalla propria squadra, il giocatore ha tempo tre settimane per riprendere ad allenarsi, più tre settimane aggiuntive dal suo rientro agli allenamenti per rientrare in prima squadra. |

Fonte:

## Calendario
| Stagione regolare |                    |                    |                         |                    |                    |                      |                    |                    |
| Turno             | Data               | Ora (ET)           | Avversario              | Risultato          | Record             | Stadio               | Sintesi            |                    |
| 1                 | 10 settembre       | 1:00pm             | at New England Patriots | S 17–19            | 0–1                | Gillette Stadium     | Recap              |                    |
| 2                 | 17 settembre       | 1:00pm             | at Miami Dolphins       | V 16–6             | 1–1                | Dolphin Stadium      | Recap              |                    |
| 3                 | 24 settembre       | 1:00pm             | New York Jets           | S 20–28            | 1–2                | Ralph Wilson Stadium | Recap              |                    |
| 4                 | 1º ottobre         | 1:00pm             | Minnesota Vikings       | V 17–12            | 2–2                | Ralph Wilson Stadium | Recap              |                    |
| 5                 | 8 ottobre          | 1:00pm             | at Chicago Bears        | S 7–40             | 2–3                | Soldier Field        | Recap              |                    |
| 6                 | 15 ottobre         | 1:00pm             | at Detroit Lions        | S 17–20            | 2–4                | Ford Field           | Recap              |                    |
| 7                 | 22 ottobre         | 1:00pm             | New England Patriots    | S 6–28             | 2–5                | Ralph Wilson Stadium | Recap              |                    |
| 8                 | Settimana di pausa | Settimana di pausa | Settimana di pausa      | Settimana di pausa | Settimana di pausa | Settimana di pausa   | Settimana di pausa | Settimana di pausa |
| 9                 | November 5         | 1:00pm             | Green Bay Packers       | V 24–10            | 3–5                | Ralph Wilson Stadium | Recap              |                    |
| 10                | 12 novembre        | 1:00pm             | at Indianapolis Colts   | S 16–17            | 3–6                | RCA Dome             | Recap              |                    |
| 11                | 19 novembre        | 1:00pm             | at Houston Texans       | V 24–21            | 4–6                | Reliant Stadium      | Recap              |                    |
| 12                | 26 novembre        | 1:00pm             | Jacksonville Jaguars    | V 27–24            | 5–6                | Ralph Wilson Stadium | Recap              |                    |
| 13                | 3 dicembre         | 1:00pm             | San Diego Chargers      | S 21–24            | 5–7                | Ralph Wilson Stadium | Recap              |                    |
| 14                | 10 dicembre        | 4:15pm             | at New York Jets        | V 31–13            | 6–7                | Giants Stadium       | Recap              |                    |
| 15                | 17 dicembre        | 1:00pm             | Miami Dolphins          | V 21–0             | 7–7                | Ralph Wilson Stadium | Recap              |                    |
| 16                | 24 dicembre        | 1:00pm             | Tennessee Titans        | S 29–30            | 7-8                | Ralph Wilson Stadium | Recap              |                    |
| 17                | 31 dicembre        | 4:15pm             | at Baltimore Ravens     | S 7–19             | 7–9                | M&T Bank Stadium     | Recap              |                    |

Nota: gli avversari della propria division sono in grassetto.

## Classifiche
| AFC East                 |    |    |   |      |     |      |     |     |     |
|                          | V  | S  | P | %    | DIV | CONF | PF  | PS  | STR |
| (4) New England Patriots | 12 | 4  | 0 | .750 | 4–2 | 8–4  | 385 | 237 | V3  |
| (5) New York Jets        | 10 | 6  | 0 | .625 | 4–2 | 7–5  | 316 | 295 | V3  |
| Buffalo Bills            | 7  | 9  | 0 | .438 | 3–3 | 5–7  | 300 | 311 | S2  |
| Miami Dolphins           | 6  | 10 | 0 | .375 | 1–5 | 3–9  | 260 | 283 | S3  |